# 庫茲涅茨克
53°07′N 46°36′E / 53.117°N 46.600°E
庫茲涅茨克也是新庫茲涅茨克1929-31年的舊名。
庫茲涅茨克 （俄语：Кузне́цк），意為「鐵匠之城」，1618年建築城寨，設縣制，1780年建市。現歸屬俄羅斯聯邦奔薩州所轄的一個東部城市，定居人口於2002年統計是92,050人。其位於鄂畢河支流托木河畔，在沙俄建成堡寨前，早期探索該地區居住著韃靼人等住民會開礦煉鐵，因而被俄人稱之作「鐵匠」。
在1607和1609年托木斯克曾派俄軍溯遊而上意圖在「鐵匠」各聚居地勒索毛皮及財物，但被當地人所驅離；1611年曾先遣哥薩克隊等至當地修築據點，也因當地人抵制而被迫再放棄而離開。當地的韃靼人、吉爾吉斯人和布里亞特人更曾聯合於1614年向托木斯克發起反擊，但因領導聯盟的吉爾吉斯酋長被俄軍擊殺而失敗撤退。之後俄羅斯為進一步強化征服當地的實力，下令托博爾斯克、秋明、托木斯克等城寨抽調兵丁到該地建城（據守），整個縱隊由軍役貴族、哥薩克頭領和（投靠俄人）韃靼頭領一同率領。該隊人馬於1618年2月28日在托木河右岸、康多馬河口建起這座城寨，定名該名。